# Highland Main Line
De Highland Main Line is een spoorlijn in Schotland. De lijn verbindt Perth met Inverness. Passagiersdiensten worden uitgevoerd door Abellio ScotRail en East Coast.
De Highland Main Line loopt van noord naar zuid dwars door de Schotse Hooglanden. Door de bijzondere lanschappen waardoorheen de treinen rijden, trekt de lijn veel toeristen. De lijn is niet geëlektrificeerd en is enkelsporig.
De lijn is grotendeels gebouwd door Highland Railway, enkel een klein stuk tussen Perth en Stanley is gebouwd door Scottish Midland Junction Railway. Oorspronkelijk ging de lijn via Forres maar de Inverness and Aviemore Direct Railway, geopend in 1898, maakte een directe verbinding tussen Inverness en Perth mogelijk.

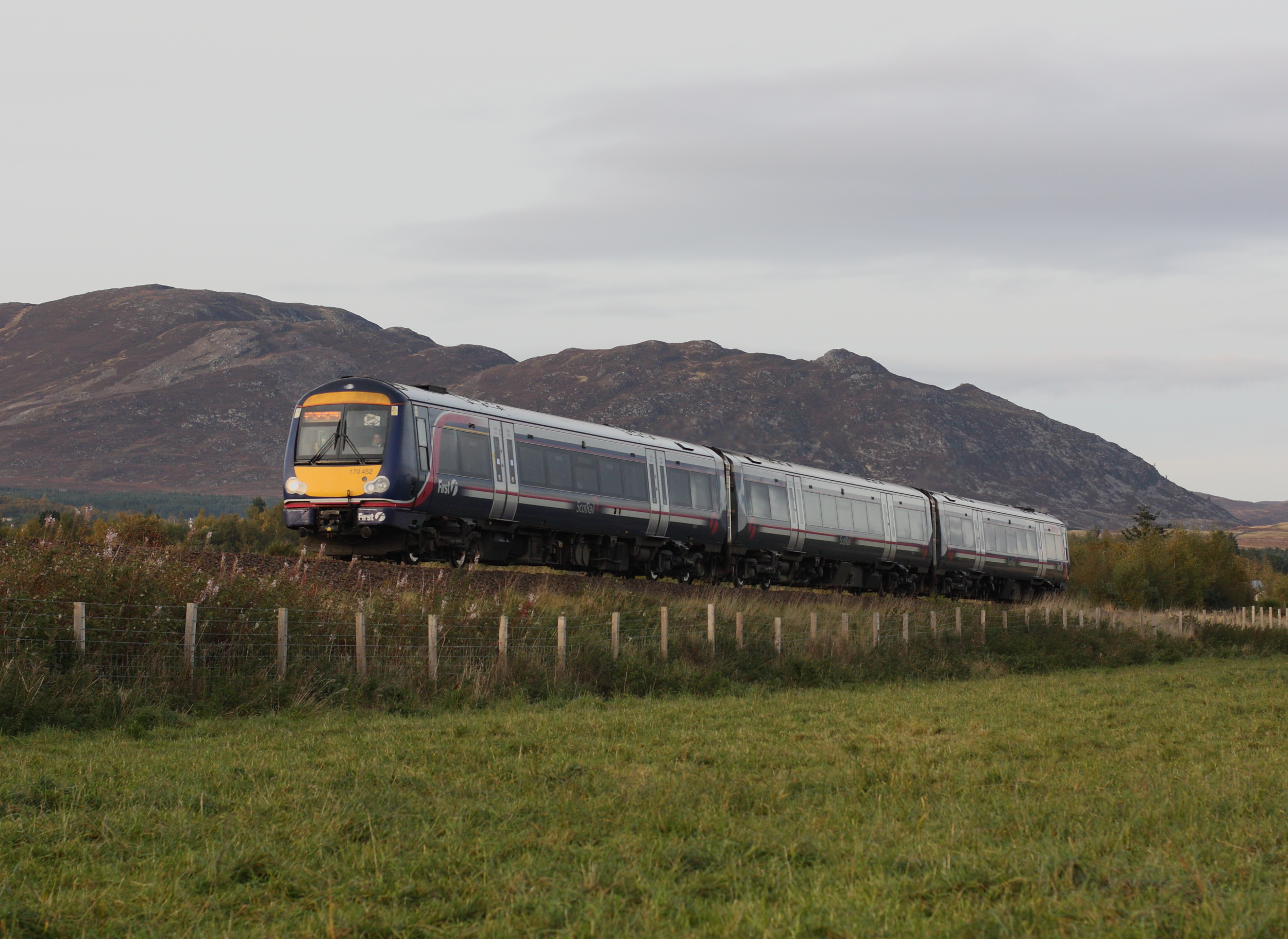
Highland Main Line in de buurt van Dhalwhinnie
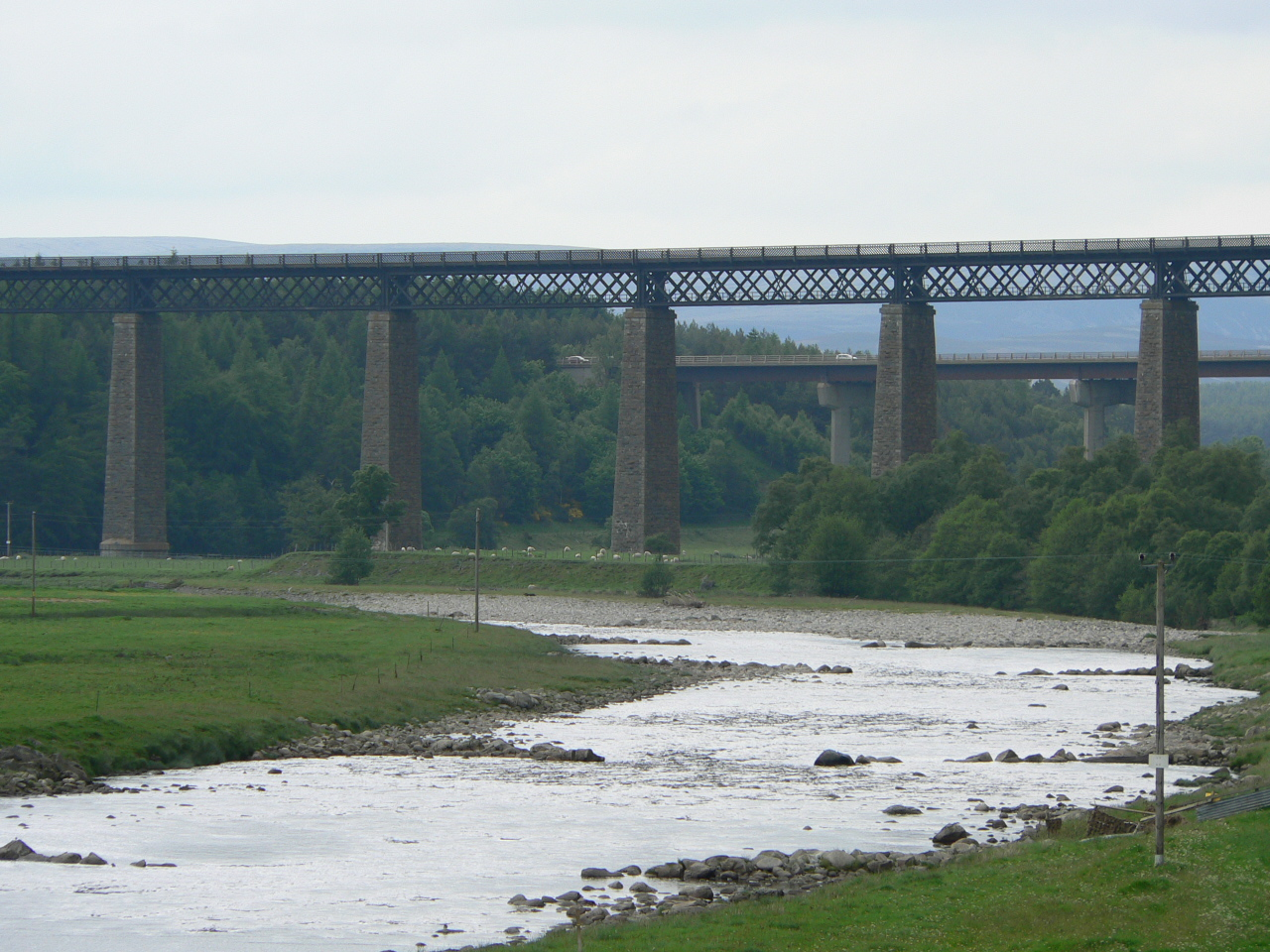
Tomatin railway viaduct
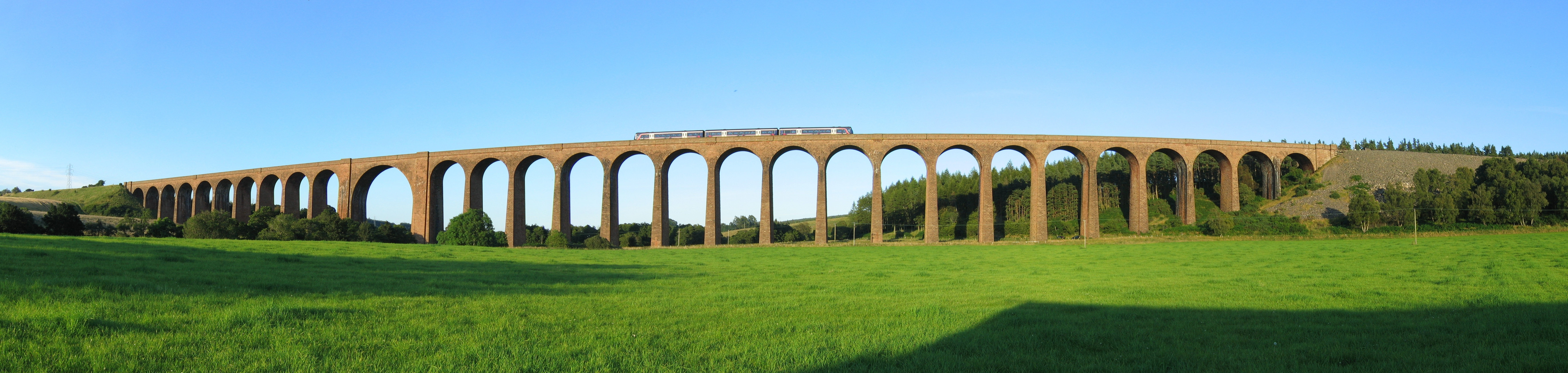
Culloden Viaduct